# SN 2009ms
SN 2009ms – supernowa typu Ia odkryta 18 listopada 2009 roku w galaktyce A103955+3948. W momencie odkrycia miała maksymalną jasność 20,00m.